# Abbaye Santo Stefano al Corno
L’abbaye Santo Stefano al Corno est une ancienne abbaye cistercienne, située en Lombardie, à l'extrême sud de la province de Lodi.

## Historique

### Fondation bénédictine
L'abbaye est fondée en 1106 ; le 15 novembre de cette année, le pape Pascal II confirme les possessions de l'abbaye. Cette première communauté est très mal connue ; en effet, au début du XIIIe siècle, une inondation du Pô ruine l'abbaye et en détruit les archives.

### Nouvelle fondation cistercienne
En 1231, l'abbaye est reconstruite par les moines cisterciens de Cerreto.

### La commende
À partir de 1431, par décision d'Eugène IV, l'abbaye tombe en commende ; le premier abbé commendataire est le savant Bonifacio Simonetta. À partir de cette date, le monastère périclite lentement, d'autant qu'un nouvelle inondation du Pô, en 1481, endommage gravement l'abbaye, ce qui contraint Simonetta à de coûteux travaux,.
En 1497, l'abbaye est rattachée à la congrégation cistercienne italienne. Le recensement de 1619 ne dénombre que quatre moines à l'abbaye, et autant en 1690. En 1745, ce nombre est faiblement remonté, avec huit moines,.

### Fermeture
L'abbaye Santo Stefano al Corno est supprimée le 6 mai 1774 par le décret imposant la fermeture de toutes les communautés monastiques comptant moins de douze personnes. Les bâtiments sont vendus en 1797 et le cloître est démoli. Le cimetière attenant continue d'être utilisé jusqu'en 1809.
L'abbaye, quoique disparue, donne en 1916 son nom à la commune de Santo Stefano Lodigiano.

## Architecture
Ne restent du monastère qu'une petite chapelle, des éléments du cloître et une pièce comprenant une cheminée.